# 3040 Kozai
3040 Kozai је Марсов тројански астероид чија средња удаљеност од Сунца износи 1,840 астрономских јединица (АЈ).
Апсолутна магнитуда астероида је 14,5.